# Zorro Film

Das Logo des Verleihs

Die Zorro Film GmbH war ein Film-Verleih, der 1994 als unabhängiger deutscher Filmverleih von Geschäftsführer Werner Fuchs und Regisseur Uwe Greiner gegründet wurde. Seitdem hat Zorro Film etwa 30 Filme ins Kino gebracht. Von 2007 bis 2014 kam mit Michael Seidel ein weiterer Gesellschafter und Geschäftsführer hinzu.
Am 5. Februar 2019 wurde das Insolvenzverfahren gegen die Zorro GmbH eröffnet. Seitdem wird der Film-Stock von der Zorro Medien GmbH betreut.

## Auszeichnungen
Im Jahr 2013 erhielt Zorro Film den Verleiherpreis der Bundesregierung für besondere Leistungen bei der Verbreitung künstlerisch herausragender Filme.

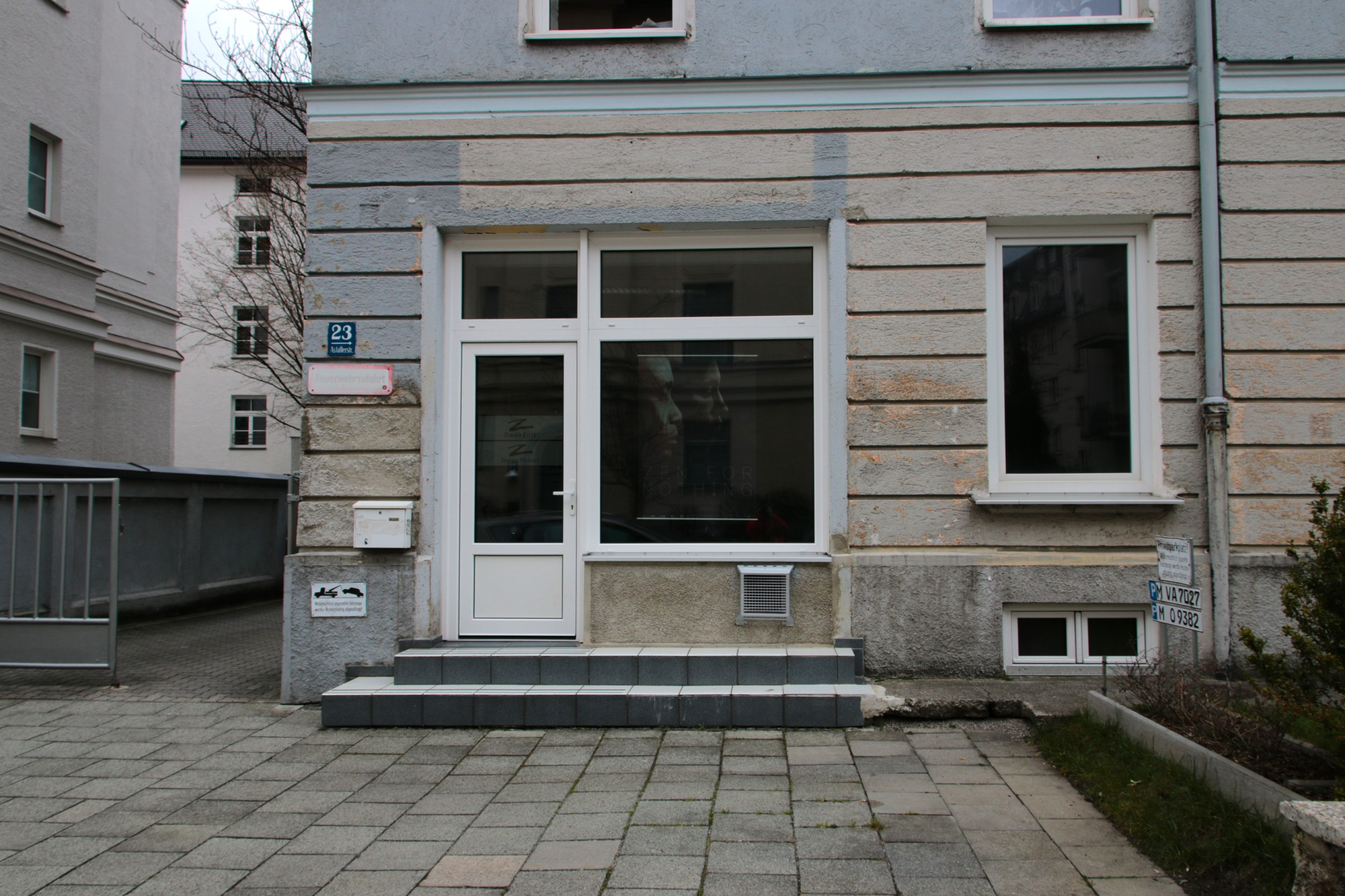
Ladenbüro von Zorro Film in München

## Filmografie

### Spielfilme
- 1994: Einer meiner ältesten Freunde (Regie: Rainer Kaufmann)
- 2004: Allein (Regie: Thomas Durchschlag)
- 2005: Wahrheit oder Pflicht (Regie: Jan Martin Scharf und Arne Nolting)
- 2006: Elbe (Regie: Marco Mittelstaedt)
- 2006: Das wahre Leben (Regie: Alain Gsponer)
- 2008: Dr. Alemán (Regie: Tom Schreiber)
- 2008: Die Österreichische Methode (Regie: Florian Mischa Böder, Peter Bösenberg, Gerrit Lucas, Erica von Moeller, Alexander Tavakoli)
- 2010: Der Räuber (Regie: Benjamin Heisenberg)
- 2011: Wintertochter (Regie: Johannes Schmid)
- 2011: Brand – Eine Totengeschichte (Regie: Thomas Roth)
- 2011: Trans Bavaria (Regie: Konstantin Ferstl)
- 2012: Tom und Hacke (Regie: Norbert Lechner)
- 2012: 3 Zimmer/Küche/Bad (Regie: Dietrich Brüggemann)
- 2013: 5 Jahre Leben (Regie: Stefan Schaller)
- 2013: Hannas Reise (Regie: Julia von Heinz)
- 2013: For No Eyes Only (Regie: Tali Barde)
- 2014: Wir sind jung. Wir sind stark. (Regie: Burhan Qurbani)
- 2015: Die getäuschte Frau (Regie: Sacha Polak)
- 2015: Die Kinder des Fechters (Regie: Klaus Härö)
- 2015: Schau mich nicht so an (Regie: Uisenma Borchu)
- 2016: König Laurin (Regie: Matthias Lang)
- 2017: Meine glückliche Familie (Regie: Nana Ekvtimischwili und Simon Groß)
- 2017: Lux – Krieger des Lichts (Regie: Daniel Wild)
- 2018: In den Gängen (Regie: Thomas Stuber)
- 2018: Styx (Regie: Wolfgang Fischer)

### Dokumentarfilme
- 1995: Middle of the Moment (Regie: Nicolas Humbert und Werner Penzel)
- 2005: Angry Monk – Eine Reise durch Tibet (Regie: Luc Schaedler)
- 2006: Full Metal Village (Regie: Cho Sung-hyung)
- 2011: I Want to Run – Das härteste Rennen der Welt (Regie: Achim Michael Hasenberg)
- 2013: Still (Regie: Matti Bauer)
- 2015: Mollath – „und plötzlich bist du verrückt“ (Regie: Annika Blendl und Leonie Stade)
- 2015: Staatsdiener (Regie: Marie Wilke)
- 2016: Zen for Nothing (Regie: Werner Penzel)
- 2016: Wenn der Vorhang fällt (Regie: Michael Münch)
- 2018: Aggregat (Regie: Marie Wilke)
- 2018: Elternschule (Regie: Jörg Adolph und Ralf Bücheler)